# 第二次卡梅伦内阁
戴维·卡梅伦於2015年英國大選後保守黨取得下議院大多數議席，以多數政府地位組成了第二次卡梅倫內閣。在選舉前，卡梅倫領導與自由民主黨組成聯合政府下的第一次卡梅倫内閣。
在2016年英國脫離歐盟公投結果為脫離歐盟後，卡梅倫指他在保守黨選出新領袖後便會請辭。他於2016年7月11日宣佈內政大臣文翠珊於同月13日代替他成為英國首相。

## 內閣成員
| 職位                                    | 大臣                                             | 任期    |
| --------------------------------------- | ------------------------------------------------ | ------- |
| 內閣大臣                                |                                                  |         |
| 首相 第一財政大臣 公務員事務部長        | 戴维·卡梅伦 議員閣下                             | 2010–16 |
| 首席大臣 財政大臣                       | 歐思邦 議員閣下                                  | 2010–16 |
| 內政大臣                                | 文翠珊 議員閣下                                  | 2010–16 |
| 外交及聯邦事務大臣                      | 夏文達 議員閣下                                  | 2014–16 |
| 司法大臣 大法官                         | 高文浩 議員閣下                                  | 2015–16 |
| 國防大臣                                | 房應麟 議員閣下                                  | 2014–16 |
| 就業及退休保障大臣                      | 施志安 議員閣下                                  | 2010–16 |
| 就業及退休保障大臣                      | 史蒂芬·克拉布 議員閣下                           | 2016    |
| 衛生大臣                                | 杰里米·亨特 議員閣下                             | 2012–16 |
| 下議院領袖 樞密院議長                   | 克里斯·葛瑞林 議員閣下                           | 2015–16 |
| 國際發展大臣                            | 簡意寧 議員閣下                                  | 2012–16 |
| 教育大臣 女性及平等事務部長             | 妮基·摩根 議員閣下                               | 2014–16 |
| 上議院領袖 掌璽大臣                     | 比斯頓女男爵蒂娜·斯托厄爾 MBE 樞密院顧問官       | 2014–16 |
| 英國運輸大臣                            | 帕特里克·麦克洛克林 議員閣下                     | 2012–16 |
| 商業、能源及工業策略大臣 貿易委員會主席 | 薩吉德·賈偉德 議員閣下                           | 2015–16 |
| 北愛爾蘭事務大臣                        | 特雷莎·维利尔斯 議員閣下                         | 2012–16 |
| 環境、食品及鄉郊事務大臣                | 伊丽莎白·特拉斯 議員閣下                         | 2014–16 |
| 房屋、社區及地方政府事務大臣            | 格雷格·克拉克 議員閣下                           | 2015–16 |
| 威爾斯事務大臣                          | 史蒂芬·克拉布 議員閣下                           | 2014–16 |
| 威爾斯事務大臣                          | 阿龍·凱恩斯 議員閣下                             | 2016    |
| 蘭開斯特公爵領地事務大臣                | 奥利弗·莱特温 議員閣下                           | 2014–16 |
| 數碼、文化、傳媒及體育大臣              | 约翰·惠廷戴尔 OBE 議員閣下                       | 2015–16 |
| 蘇格蘭事務大臣                          | 戴维·蒙戴尔 議員閣下                             | 2015–16 |
| 能源及氣候變化大臣                      | 安珀·路德 議員閣下                               | 2015–16 |
| 列席內閣                                |                                                  |         |
| 外交及聯邦事務部國務大臣                | 聖約翰安尼利女男爵喬伊思·安尼利 DBE 樞密院顧問官 | 2014–16 |
| 不管部大臣                              | 羅伯特·哈方 議員閣下                             | 2015–16 |
| 內閣辦公室部長 財政部主計長             | 马修·汉考克 議員閣下                             | 2015–16 |
| 財政部首席秘書                          | 格雷格·汉兹 議員閣下                             | 2015–16 |
| 下議院首席黨鞭 財政部國會秘書           | 马克·哈珀 議員閣下                               | 2015–16 |
| 就業國務大臣                            | 普丽蒂·帕特尔 議員閣下                           | 2015–16 |
| 小型企業、工業及企業國務大臣            | 安娜·苏布里 議員閣下                             | 2015–16 |
| 律政司                                  | 杰里米·赖特 御用大律師 議員閣下                  | 2014–16 |

### 變動
- 2016年3月19日，施志安因為不滿財政大臣歐思邦削減傷殘津貼，所以辭任就業及退休保障大臣[4]。此職位由威爾斯事務大臣郝智恆頂替，而威爾斯事務大臣則由阿龍·凱恩斯擔任。[5]